# Kleine luzernekever
De kleine luzernekever (Hypera nigrirostris) is een soort kever behorend tot de familie van de snuitkevers. Hij is inheems is in Europa en Noord-Afrika en is geïntroduceerd in Noord-Amerika en Japan. Zowel volwassenen als larven voeden zich met rode klaver en andere planten in de familie Fabaceae.

## Kenmerken
De kleine luzernekever groeit tot een lengte van ongeveer 3 tot 4 mm. Het rostrum is drie keer zo lang als breed en heeft een inkeping aan de basis. De ogen zijn groot, dwars en niet uitpuilend. De frons is smaller dan het rostrum, terwijl het pronotum breed is. De algemene kleur van het insect is zwart, met een roodachtige tint aan de poten en antennes. Het halsschild heeft een groenachtig gouden glans en de dekschilden hebben een groenachtig metaalachtig uiterlijk.

## Waardplanten
De kleine luzernekeve is een oligofaag, beperkt tot bepaalde planten. De belangrijkste gastheren zijn rode klaver (Trifolium pratense), witte klaver (T. repens) en ook basterdklaver (T. hybridum), maar hij kan zich ook voeden met erwten, luzerne en wikke. Volwassenen vreten gaten in bladeren en maken holtes in stengels, terwijl de larven zich richten op de knoppen en bloemen, waarbij elke larve zo'n drie of vier bloeiwijzen beschadigt.

## levenscyclus
In het noordoosten van Saskatchewan overwinteren volwassen dieren in velden met rode klaver. De insecten worden eind april actief en tussen begin mei en half juli worden eieren gelegd in de scheuten, bladeren en steunblaadjes van de klaver. De zich ontwikkelende larven doorlopen vier stadia en voeden zich met de steunblaadjes, knoppen en bloeiwijzen van de klaver. De verpopping vindt plaats tussen eind juni en augustus, op de planten of op de grond eronder. Wanneer eind juli de nieuwe generatie imago begint te verschijnen, neemt de dichtheid van de snuitkeverpopulatie sterk toe. In Canada wordt deze soort vaak geparasiteerd door andere insecten en door een entomopathogene schimmel, die helpen de aantallen onder controle te houden.